# Coupe de la Ligue 2011-2012
La Coupe de la Ligue 2011-2012 è la 18ª edizione di questo torneo, è iniziato il 22 luglio 2011 con il primo turno ed è terminato il 14 aprile 2012 con la finale allo Stade de France.
Il campione in carica è l'Olympique de Marseille.

## Calendario
| Fase        | Turno            | Partita Unica                           |                                         |
| ----------- | ---------------- | --------------------------------------- | --------------------------------------- |
| Preliminari | 1º turno         | 22/23 luglio 2011                       | 22/23 luglio 2011                       |
| Preliminari | 2º turno         | 9 agosto 2011                           | 9 agosto 2011                           |
| Preliminari | 3º turno         | 31 agosto/1º settembre 2011             | 31 agosto/1º settembre 2011             |
| Fase Finale | Ottavi di finale | 25/26 ottobre 2011                      | 25/26 ottobre 2011                      |
| Fase Finale | Quarti di finale | 10/11 gennaio 2012                      | 10/11 gennaio 2012                      |
| Fase Finale | Semifinali       | 31 gennaio/1º febbraio 2012             | 31 gennaio/1º febbraio 2012             |
| Fase Finale | Finale           | 14 aprile 2012 Parigi (Stade de France) | 14 aprile 2012 Parigi (Stade de France) |

## Preliminari

### Primo turno
| Squadra 1         | Risultato   | Squadra 2     |
| ----------------- | ----------- | ------------- |
| 22/23 luglio 2011 |             |               |
| Lens              | 3 - 0       | Clermont Foot |
| Tours             | 2 - 1 (dts) | Angers        |
| Le Havre          | 5 - 4 (dts) | Metz          |
| Le Mans           | 1 - 0       | Arles         |
| Istres            | 3 - 2       | Bastia        |
| Vannes            | 2 - 1 (dts) | Troyes        |
| Stade Reims       | 1 - 2 (dts) | Nantes        |
| Guingamp          | 2 - 0       | Laval         |
| Amiens            | 2 - 0       | Nîmes         |
| Sedan             | 4 - 1       | Monaco        |
| Boulogne          | 3 – 0       | Strasburgo    |
| Châteauroux       | 3 – 0       | Grenoble      |

### Secondo turno
| Squadra 1     | Risultato   | Squadra 2   |
| ------------- | ----------- | ----------- |
| 9 agosto 2011 |             |             |
| Nantes        | 1 - 0 (dts) | Châteauroux |
| Istres        | 0 - 2       | Le Mans     |
| Boulogne      | 0 - 2       | Sedan       |
| Lens          | 1 - 0       | Tours       |
| Amiens        | 1 - 0       | Le Havre    |
| Guingamp      | 2 - 0       | Vannes      |

### Terzo turno
| Squadra 1                   | Risultato   | Squadra 2    |
| --------------------------- | ----------- | ------------ |
| 30 agosto/1º settembre 2011 |             |              |
| Lens                        | 1 - 0       | Évian TG     |
| Montpellier                 | 4 - 3       | Amiens       |
| Digione                     | 3 - 2       | Valenciennes |
| Tolosa                      | 1 - 2       | Nizza        |
| Caen                        | 3 - 2       | Brest        |
| Sedan                       | 2 - 0       | Nantes       |
| Guingamp                    | 2 - 3 (dts) | Lorient      |
| Nancy                       | 1 - 2       | Auxerre      |
| Le Mans                     | 1 - 0       | Ajaccio      |
| Saint-Étienne               | 3 - 1       | Bordeaux     |

## Fase finale

### Ottavi di Finale
| Squadra 1           | Risultato       | Squadra 2           |
| ------------------- | --------------- | ------------------- |
| 25/26 ottobre 2011  |                 |                     |
| Olympique Marsiglia | 4 - 0           | Lens                |
| Digione             | 3 - 2           | Paris Saint-Germain |
| Montpellier         | 1 - 2           | Lorient             |
| Saint-Étienne       | 1 - 2           | Olympique Lione     |
| Auxerre             | 1 - 2 (dts)     | Caen                |
| Nizza               | 2 - 1           | Sochaux             |
| Lilla               | 3 - 1           | Sedan               |
| Le Mans             | 0 - 0 (4-3 dtr) | Rennes              |

### Quarti di Finale
| Squadra 1          | Risultato       | Squadra 2           |
| ------------------ | --------------- | ------------------- |
| 10/11 gennaio 2012 |                 |                     |
| Caen               | 0 - 3           | Olympique Marsiglia |
| Nizza              | 3 - 3 (5-3 dtr) | Digione             |
| Le Mans            | 0 - 1           | Lorient             |
| Olympique Lione    | 2 - 1           | Lilla               |

### Semifinali
| Squadra 1                   | Risultato   | Squadra 2       |
| --------------------------- | ----------- | --------------- |
| 31 gennaio/1º febbraio 2012 |             |                 |
| Lorient                     | 2 - 4 (dts) | Olympique Lione |
| Olympique Marsiglia         | 2 - 1       | Nizza           |

### Finale
| Arbitro: | Stéphane Lannoy |

|  |           |              |
|  | Marcatori | 104’ Brandão |

| Olympique Lione | Olympique Marsiglia |

### Formazioni
| Olympique Lione: |    |                     |           |      |
| POR              | 1  | Hugo Lloris         |           |      |
| TD               | 13 | Anthony Réveillère  |           |      |
| DC               | 23 | Samuel Umtiti       |           |      |
| DC               | 5  | Dejan Lovren        | 55’, 120’ |      |
| TS               | 14 | Mouhamadou Dabo     |           | 118’ |
| CC               | 6  | Kim Källström       |           | 106’ |
| CC               | 21 | Maxime Gonalons     |           |      |
| CD               | 19 | Jimmy Briand        | 24’       |      |
| CS               | 11 | Michel Bastos       |           | 65’  |
| ATT              | 9  | Lisandro López (c)  |           |      |
| ATT              | 18 | Bafétimbi Gomis     | 93’       |      |
| Sostituti :      |    |                     |           |      |
| POR              | 30 | Rémy Vercoutre      |           |      |
| DIF              | 3  | Cris                |           |      |
| DIF              | 4  | Bakary Koné         |           |      |
| DIF              | 20 | Aly Cissokho        |           | 118’ |
| CEN              | 7  | Clément Grenier     |           | 65’  |
| CEN              | 15 | Gueïda Fofana       |           |      |
| ATT              | 17 | Alexandre Lacazette | 119’      | 106’ |
| Allenatore :     |    |                     |           |      |
| Rémi Garde       |    |                     |           |      |

| Olympique Marsiglia: |    |                     |      |      |
|                      |    |                     |      |      |
| POR                  | 30 | Steve Mandanda (c)  |      |      |
| TS                   | 2  | César Azpilicueta   |      |      |
| DC                   | 17 | Stéphane M'Bia      | 49’  |      |
| DC                   | 3  | Nicolas N'Koulou    | 119’ |      |
| TD                   | 24 | Rod Fanni           |      |      |
| CC                   | 4  | Alou Diarra         | 14’  | 80’  |
| CC                   | 7  | Benoît Cheyrou      |      |      |
| TRQ                  | 20 | André Ayew          |      |      |
| TRQ                  | 28 | Mathieu Valbuena    |      | 118’ |
| TRQ                  | 18 | Morgan Amalfitano   |      |      |
| ATT                  | 11 | Loïc Rémy           | 92’  | 97’  |
| Sostituti :          |    |                     |      |      |
| POR                  | 1  | Gennaro Bracigliano |      |      |
| DIF                  | 13 | Djimi Traoré        |      |      |
| DIF                  | 15 | Jérémy Morel        |      | 118’ |
| CEN                  | 12 | Charles Kaboré      |      | 80’  |
| ATT                  | 9  | Brandão             |      | 97’  |
| ATT                  | 10 | André-Pierre Gignac |      |      |
| ATT                  | 23 | Jordan Ayew         |      |      |
| Allenatore :         |    |                     |      |      |
| Didier Deschamps     |    |                     |      |      |